# Ruta departamental LM-100
La Ruta departamental LM-100 es una carretera asfaltada de un carril por sentido que recorre la provincia de Barranca en el departamento de Lima. Fue parte de la antigua ruta Ruta PE-1N (Carretera Panamericana Norte). 

## Recorrido
La ruta comienza en la intercambio vial San Nicolás de la Ruta PE-1N, luego de 3.5 km la vía toma rumbo oeste para ingresar a Supe. A la salida, la carretera nos conduce hasta la entrada a Supe Puerto en donde hay un giro hacia el noroeste rumbo a la ciudad de Barranca. En la parte final del recorrido se llega al Puente Bolívar, estructura que cruza el Río Pativilca, para finalmente llegar a la localidad homónima, en donde vuelve a intersecarse con la Panamericana Norte.